# ليون كايتاني
ليون كايتاني (1286 - 1345 ه‍ / 1869 - 1935 م)، أمير ومستشرق إيطالي، اشتهر بدراسة التاريخ الإسلامي وأهم أعماله في هذا المجال كتابه (حوليات الإسلام). ترجم نشر « تجارب الأمم » لابن مسكويه وألف « تاريخ الإسلام » (10 أجزاء)، و« دراسات في تاريخ الشرق » (3 أجزاء) إلى اللغة الإيطالية، وشارك في تحرير المواد الإسلامية في الموسوعة الإيطالية.